# Berliner Fernsehturm

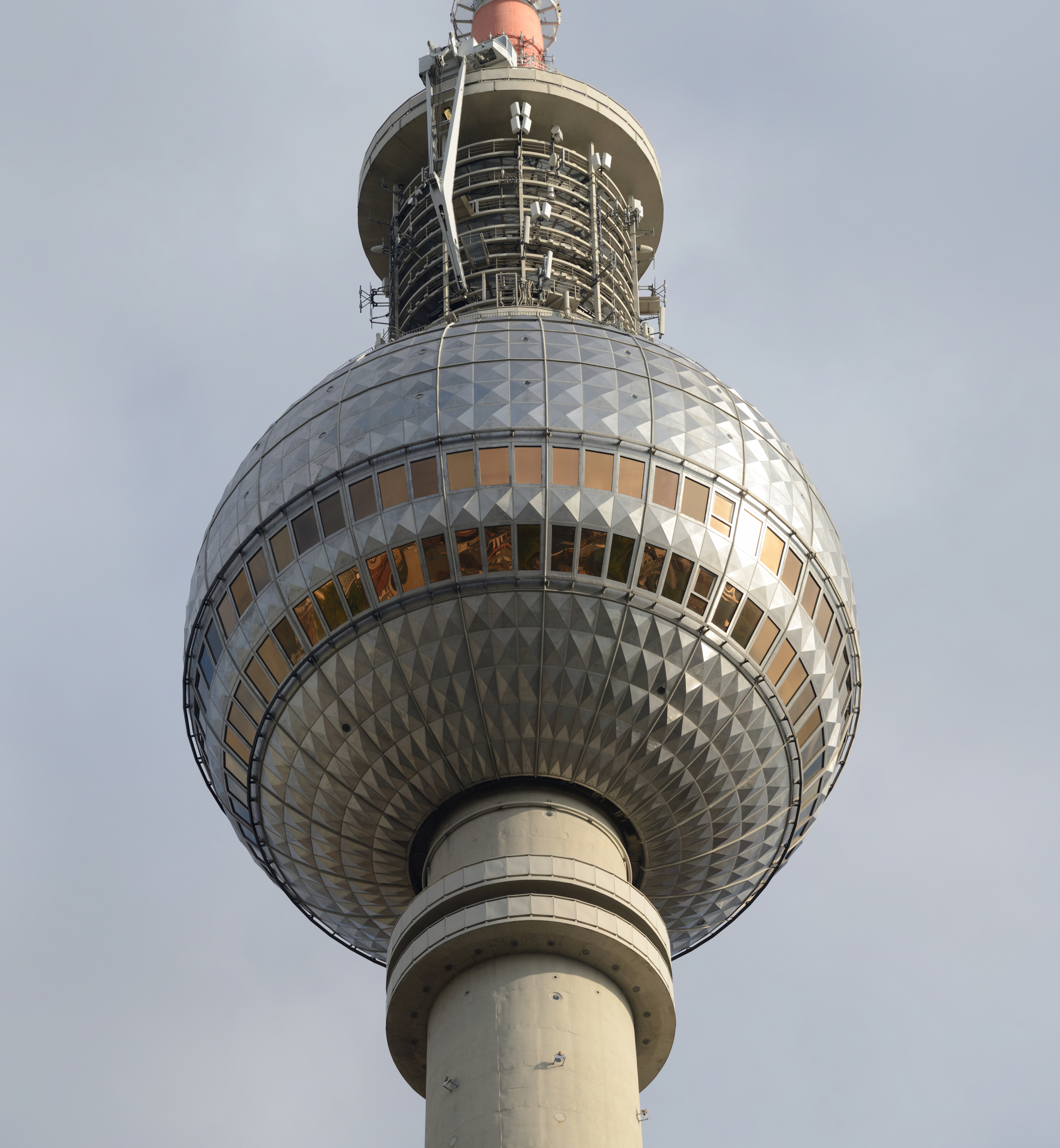

Berliner Fernsehturm – Berlińska Wieża Telewizyjna znajduje się w berlińskiej dzielnicy Mitte, w pobliżu Alexanderplatz, a sięgając wysokości 368 metrów jest najwyższym budynkiem w Niemczech i czwartym co do wielkości wolnostojącym obiektem w Europie. Ukończona w 1969 roku, była na tamten czas drugą co do wielkości wieżą telewizyjną na świecie, zaś obecnie zaliczana jest do dziesięciu najpopularniejszych zabytków w Niemczech  z ponad milionem zwiedzających rocznie.
Wieża telewizyjna w stylu międzynarodowym wzniesiona została w latach 1965-1969 przez Deutsche Post NRD w historycznym centrum Berlina (część dzielnicy Mitte). Otwarcie nastąpiło 3 października 1969 roku. Budynek jest wyższy o ponad 220 metrów od starej berlińskiej wieży radiowej z lat dwudziestych XX wieku w zachodniej części miasta. Jako symbol i punkt orientacyjny widoczny z daleka, kształtuje panoramę miasta. W pierwszych scenach filmów związanych z Berlinem, stolica jest często symbolizowana przez wieżę telewizyjną obok budynków takich, jak Brama Brandenburska, Kolumna Zwycięstwa i budynek Reichstagu.
Oprócz swojej głównej funkcji, jako miejsca lokalizacji kilku nadajników stacji radiowych i telewizyjnych, budynek ten, zwany wewnętrznie „Wieżą Telekomunikacyjną 32”, służy jako wieża widokowa z piętrem widokowym, barem na wysokości 203 metrów i restauracją obrotową. Ponadto Berlińska Wieża Telewizyjna służy jako miejsce organizacji wydarzeń i imprez. Szczególny i charakterystyczny dla miasta budynek przeszedł jako symbol silną transformację. Po zjednoczeniu Niemiec przekształcił się on z przywłaszczonego politycznie narodowego symbolu NRD w symbol całego miasta w zjednoczonym Berlinie. Ze względu na swoją uniwersalną i ponadczasową stylistykę jest coraz częściej używany jako znak firmowy i utożsamiany z Berlinem i Niemcami. W 1979 r. berlińska wieża telewizyjna otrzymała w NRD status pomnika, który zachowano po zjednoczeniu Niemiec.

## Położenie i okolica
Berlińska wieża telewizyjna znajduje się na południowy zachód od stacji Alexanderplatz i na północny wschód od Marx-Engels-Forum. Lokalizację budynku często błędnie przypisuje się zlokalizowanemu na północny wschód od niego placowi Aleksandra (Aleksanderplatz). Ze względu na swoją bliskość do słynnego placu, wieża telewizyjna nazywana jest niekiedy Wieżą Alexa (Alex-Turm).
Oprócz pociągów berlińskiego metra i kolejki podmiejskiej (U-Bahn i S-Bahn), przy stacji Alexanderplatz zatrzymuje się kilka linii tramwajowych i autobusowych, skąd główne wyjście prowadzi do budynku wejściowego wieży telewizyjnej.
Z budową wieża telewizyjnej zbiegła się budowa 125-metrowego wysokościowca hotelowego Interhotel Stadt Berlin przy Alexanderplatz, znanego obecnie jako Park Inn by Radisson Berlin Alexanderplatz. W latach 1967–1972, bezpośrednio na południe od wieży telewizyjnej, wybudowano pasaże ratuszowe („Rathauspassagen”) obok Czerwonego Ratusza.

## Historia

### Kontekst ogólny
Na Europejskiej Konferencji Radiofonii i Telewizji w Sztokholmie w 1952 r., która była odpowiedzialna za koordynację fal częstotliwości w Europie, NRD, która w tamtym czasie nie była uznawana politycznie przez większość państw, zostały przyznane jedynie dwa zakresy częstotliwości telewizyjnych. W tych okolicznościach nie można było wyposażyć dzielnicy Berlina w kilka mniejszych nadajników bez powodowania nakładania się na siebie pasm, a tym samym powstawania zakłóceń i przerw w odbiorze telewizji. W celu uzyskania pewnego i pełnego pokrycia zasięgiem, wymagany był nadajnik o dużej mocy i najwyższej możliwej lokalizacji. W latach pięćdziesiątych XX wieku jedynie bardzo słabe nadajniki pomocnicze publicznej stacji telewizyjnej NRD (Deutscher Fernsehfunk) realizowały swoje zadania w Berlinie.
Już w 1952 roku niemiecka poczta NRD (Deutsche Post) zaczęła planować budowę wieży telewizyjnej dla Berlina. Początkowo planowano budowę na terenie południowo-wschodniej części Berlina. Projekt został jednak przerwany po rozpoczęciu robót budowlanych, ponieważ ustalono, że teren oddalony jest zaledwie o 8 kilometrów od portu lotniczego Berlin-Schönefeld oraz że wieża, ze względu na jej wysokość na granicy strefy podejścia, zagrażała operacjom lotniczym. Po niepowodzeniu różnych rozwiązań kompromisowych, w 1956 r. zakończono budowę. W kolejnych latach szukano alternatywnych rozwiązań i dyskutowano o kilku miejscach, w tym lokalizacji w Berlin Friedrichshain, ale plany te padły również ofiarą działań oszczędnościowych, które wynikały z wysokich kosztów budowy muru berlińskiego.
W ciągu najbliższych kilku lat przeprowadzono dalsze poszukiwania lokalizacji. Oprócz funkcjonalnego celu, jakim jest optymalny zasięg nadawczy, coraz ważniejsza stawała się rola wieży jako nowego punktu orientacyjnego w Berlinie. Z tego powodu w 1964 r. niemiecki rząd zażądał centralnej lokalizacji wieży, który to postulat został zatwierdzony przez kierownictwo SED. Ostatecznie decyzja o lokalizacji firmy miała charakter polityczny.
W planowaniu i realizacji wieży uczestniczyli różni architekci, w tym Hermann Henselmann i Jörg Streitparth w fazie planowania wstępnego, Fritz Dieter, Günter Franke i Werner Ahrendt w fazie planowania w latach 1965-69 oraz Walter Herzog, Gerhard Kosel i Herbert Aust.

### Budowa wieży
Prace przy fundamentach rozpoczęły się 4 sierpnia 1965 roku, a zakończyły się pod koniec 1969 roku. Betonowanie podstawy wieży rozpoczęto 15 marca 1966 roku. Kontynuacja postępowała w szybkim tempie, dzięki czemu 4 października 1966 r. przekroczono 100-metrowy próg. Ostateczną wysokość podstawy wieży osiągnięto 16 czerwca 1967 roku. Łącznie do wykonania podstawy o 248.78 metrów wysokości wykorzystano 8000 metrów sześciennych betonu ważących 26 000 ton.
Równolegle do budowy podstawy trwały prace przygotowawcze do budowy kuli wieży. Grupa robocza VEB Ipro opracowała procedurę montażu kuli na stopie żelbetowej, przy czym kulę można było zmontować na podłożu, podzieloną na 120 segmentów. W tym celu w kwietniu 1967 r. na placu budowy między kościołem Marienkirche a Czerwonym Ratuszem wzniesiono 35-metrową replikę stopy, na której wstępnie zmontowano segmenty sferyczne. Prace te trwały do listopada 1967 roku. W międzyczasie koszty budowy wzrosły z szacowanej kwoty 33 mln marek do 95 mln marek, głównie z uwagi na komponenty i materiały, opłacane dewizami, z czego część pochodziła z importu z Niemiec Zachodnich. W lutym 1968 r. rozpoczął się montaż kuli na podstawie. Ostatni segment kuli został ostatecznie zamontowany w dniu 7 października 1968 r. Wieża otrzymała również wierzchołek i rusztowanie antenowe nad kulą, dzięki czemu w następnym roku można było wykonać prace wykończeniowe.
Na początku 1969 r. do wnętrza kuli wieży dostała się woda, powodując znaczne uszkodzenia; kula musiała zostać ponownie uszczelniona. Do 3 października 1969 r. wykończono wnętrze i ukończono pawilon wejściowy. Po 53 miesiącach budowy wieża została ukończona, pomimo wszystkich przeciwności, w „rekordowym” czasie. Ostateczny koszt wyniósł 132 milionów marek.
Budynek, oficjalnie nazywany wieżą TV i VHF Berlin, był w październiku 1969 roku drugą co do wysokości wieżą telewizyjną na świecie. Jedyną wyższą wieżą była wieża telewizyjna Ostankino w Moskwie. W tym samym czasie, po wieży w Moskwie i Empire State Building w Nowym Jorku, był to trzeci co do wysokości wolnostojący budynek w tamtych czasach.

### Od momentu otwarcia
W dniu 3 października 1969 Walter Ulbricht wraz z żoną Lotte i delegacją wysokich rangą towarzyszy, w tym Güntera Mittag, Herberta Warnke, Paula Verner, Rudolpha Schulze, Ericha Honeckera, Wernera Lamberza i Ericha Mielke, dokonali uroczystego otwarcia wieży telewizyjnej i zainicjowali nadawanie programu drugiego programu państwowej telewizji NRD, DFF 2. Oznaczało to początek nadawania telewizji kolorowej w NRD na dwóch kanałach. Dla publiczności wieża jest dostępna od 7 października 1969 roku, tj. od Dnia Republiki.
Od 16 lutego 1970 r. z wieży nadawano pięć programów radiowych w zakresie częstotliwości FM, a następnie od 4 kwietnia 1970 r. pierwszy program telewizyjny. Na początku 1972 r. ukończono dwa wciąż jeszcze brakujące pawilony wystawiennicze: Centrum Informacji Berlińskiej, kino i zaplecze gastronomiczne. Łącznie restauracje mogły pomieścić około 1000 gości. Po utworzeniu w 1975 roku podstawy prawnej ochrony zabytków, berlińska wieża telewizyjna otrzymała ten status w 1979 roku. Po upadku NRD, Republika Federalna Niemiec uznała zabytkowy charakter budynku.
Po zjednoczeniu Niemiec w 1990 roku słychać było głosy nawołujące do rozbiórki wieży. Republika Federalna Niemiec postanowiła zachować budynek. Deutsche Telekom, jako nowy operator, zainwestował ostatecznie ponad 50 mln DM w modernizację nadajników, przeprowadzono również szereg remontów w samym budynku. Między innymi, istniejąca antena od 327 metra w górę otrzymała nową, mocniejszą końcówkę. W rezultacie wieża została latem 1997 roku podniesiona z 365 metrów do 368 metrów.
Wieża telewizyjna jest jednym z budynków w Berlinie, które przez kilka dni w roku są artystycznie podświetlane przez specjalną instalację oświetleniową w ramach odbywającego się począwszy od października 2004 roku Festiwalu Świateł. Z okazji Mistrzostw Świata w piłce nożnej w 2006 roku, w ramach kampanii reklamowej operatora Telekom, wieża nabrała kształtu piłki nożnej w kolorze magenta.

## Szczegóły techniczne
- Głębokość fundamentu: od 2,70 m do 5,80 m.
- Zewnętrzna średnica fundamentu: 42 metrów
- Średnica kuli wieży: 32 metry
- Masa kuli wieży: 4.800 ton
- Dwie windy osobowe
- Winda dla wyposażenia technicznego i personelu operacyjnego pomieszczeń technicznych
- Platforma widokowa na wysokości 203,78 m
- Restauracja na wysokości 207,53 metra.
- Powierzchnia użytkowa kuli: 5000 metrów kwadratowych
- na 216,220 i 224 metrach znajdują się nadajniki telewizyjne i radiowe oraz pomieszczenia operacyjne techników pomiarowych
- Klimatyzacja znajduje się na najniższym piętrze na powierzchni 200 m, górne piętro budynku mieści centralę systemu gazów do gaszenia pożaru.
- Platformy ratownicze na wysokości 188 i 191 metrów
- 150 różnych anten do transmisji telewizyjnej i radiowej na nośniku antenowym
- 20.000 km² obszaru nadawczego

## Zwiedzający i turystyka
Berlińska Wieża Telewizyjna to nie tylko wieża transmisyjna, ale także punkt orientacyjny, atrakcja turystyczna i miejsce wydarzeń. Berlińska Wieża Telewizyjna jest najwyższym publicznie dostępnym budynkiem w Europie, a po wieży badawczej Rottweiler drugim najwyższym otwartym dla publiczności w Niemczech punktem widokowym. Już w pierwszych trzech latach po otwarciu budynku odwiedziło go ponad cztery miliony osób. Po zjednoczeniu średnia roczna liczba turystów z około 90 krajów ustabilizowała się na poziomie około 1,2 mln. W 2010 r. około 60 procent tych gości przybyło z zagranicy, w tym najliczniejszą grupę z udziałem 8,1 procent stanowili Hiszpanie, po nich z udziałem 7,6 procent Włosi i Duńczycy z udziałem 6,7 procent  w ogólnej statystyce. Dopuszczalna liczba osób, które mogą przebywać w kuli, wynosi 320 osób. Z 5000 osób zwiedzających każdego dnia wieżę, restauracja wieżowa przyjmuje ok. 1500 osób. W czasach NRD długość pobytu w Tele-Café była ograniczona do 60 minut, a na poziomie widokowym do 30 minut.
Dwie windy dla zwiedzających w około 40 sekund przewożą po dwanaście osób do punktu widokowego na wysokości 203 m n.p.m., gdzie znajduje się również najwyższej położony berliński bar. Z 60 okien rozpościera się panoramiczny widok na cały Berlin i okolicę. Restauracja obrotowa znajduje się 21 kroków nad piętrem widokowym na wysokości 207 metrów. Restauracja obraca się o 360° w ciągu godziny. Ze względu na ochronę przeciwpożarową, główna kuchnia znajduje się u podnóża wieży. Posiłki są transportowane windą na poziom restauracji, gdzie są przygotowywane w małej kuchni satelitarnej. Poza dwoma platformami ewakuacyjnymi pod koszem wieży, koncepcja ochrony przeciwpożarowej obejmuje również ścisły zakaz palenia tytoniu w całym budynku. Osoby poruszające się na wózkach inwalidzkich i osoby niepełnosprawne ruchowo nie mogą odwiedzić berlińskiej wieży telewizyjnej, ponieważ w nagłych wypadkach nie mogłyby skorzystać z drogi ewakuacyjnej bez pomocy z zewnątrz. Ze względów bezpieczeństwa nie można również przewozić zwierząt, wózków dziecięcych i dużych części bagażu.
Niecałe 42 lata po otwarciu, 14 czerwca 2011 roku, ówczesny burmistrz Klaus Wowereit powitał 50-milionowego gościa. Z tarasu widokowego wieży telewizyjnej można obejrzeć cały obszar miasta. Przy dobrej widoczności widok rozciąga się na park tematyczny Tropical Islands, który znajduje się w odległości zaledwie 60 kilometrów.
Wieża telewizyjna, która jest otwarta dla zwiedzających przez cały rok, ma dostosowane sezonowo godziny otwarcia. Ostatni wjazd na piętro widokowe odbywa się codziennie do godz. 23:30, ostatnie wejście do restauracji o godz. 23:00. Powierzchnia publiczna może być wynajmowana na specjalne okazje, uroczystości, przyjęcia i inne imprezy z maksymalnie 200 gośćmi. Na wieży telewizyjnej możliwe są również śluby cywilne. Strefa baru na piętrze widokowym rezerwowana jest w tym celu na jedną godzinę dla pary ślubnej i wesela do 30 osób.